# Cité Saint-Martin

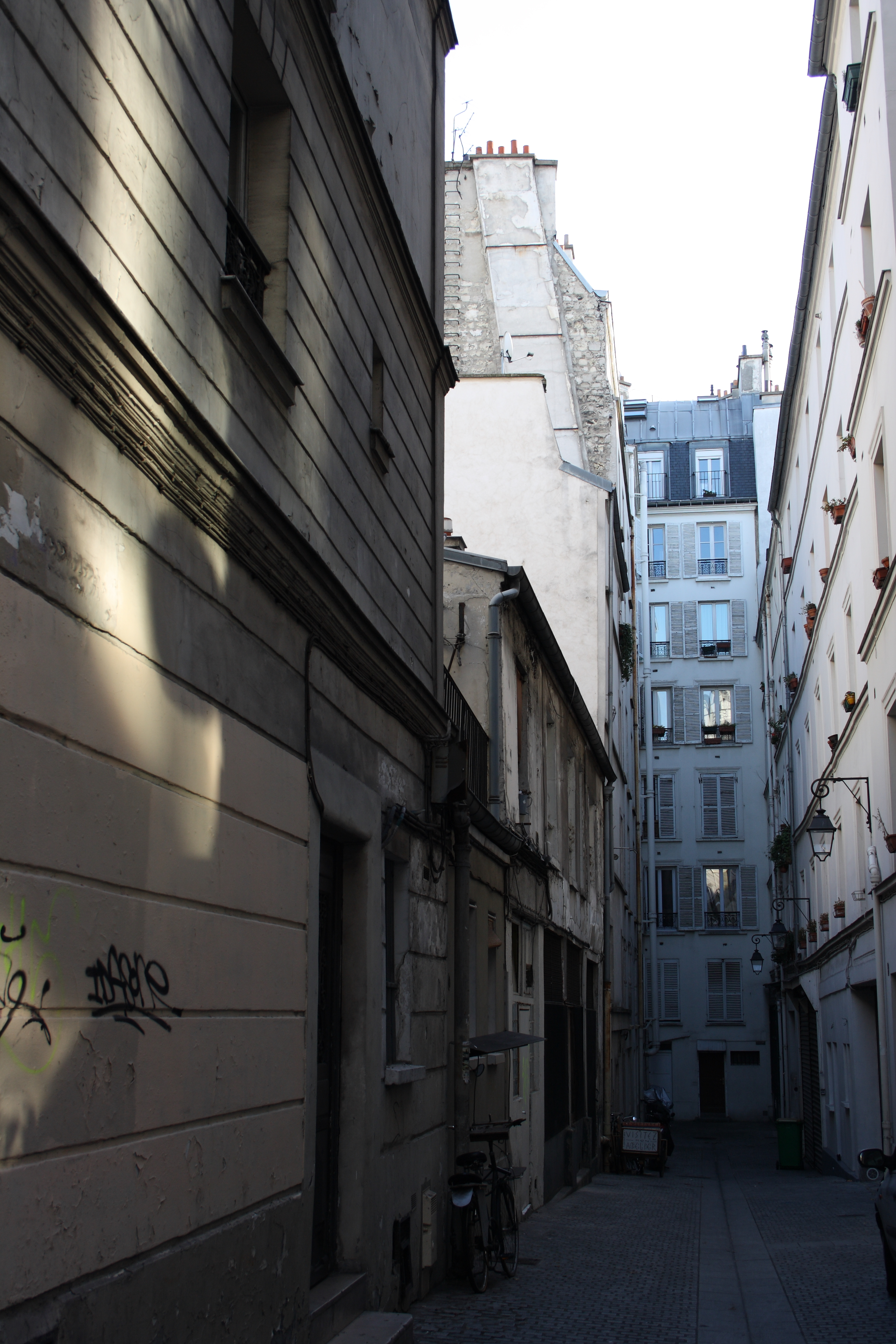
Cité Saint-Martin in Paris

Die Cité Saint-Martin ist eine Straße im Quartier de la Porte-Saint-Martin des 10. Arrondissements in Paris. Sie liegt in der Nähe der Mairie des 10. Arrondissements.
Die nächsten Metrostationen sind Château d’Eau und Jacques Bonsergent der Linien 4 und 5.

## Verlauf
Die Cité Saint-Martin ist eine Sackgasse, die auf der Höhe der Nr. 90 der Rue du Faubourg Saint-Martin beginnt. Sie kreuzt in ihrem Verlauf keine andere Straße.

## Namensursprung
Sie wurde nach der Rue du Faubourg Saint-Martin benannt, von der sie ausgeht (bei Nr. 90).

## Geschichte
Die Straße wird am 7. Juni 1993 auf Beschluss der Kommunalverwaltung in das Pariser Straßennetz (französisch Réseau viaire de Paris) aufgenommen. Sie hat eine Breite von 4 Metern und eine Länge von 53 Metern und wird auf beiden Seiten von Wohngebäuden gesäumt. 